# Escopa
Escopa è la variante brasiliana del gioco di carte spagnolo Escoba, che include anche elementi dell'Escova portoghese. Entrambi i giochi sono varianti del gioco di carte Scopa dalla sua variante Scopa di Quindici.

## Obiettivo
L'obiettivo del gioco è prendere il maggior numero di carte attraverso combinazioni di carte del valore di 15 punti, queste combinazioni sono realizzate con una carta dalla mano e una o più carte dal tavolo.

## Il mazzo e i giocatori
Utilizzasi il mazzo italiano da 40 carte, oppure il mazzo francese escluse le carte 8, 9, 10 e i jolly (le matta).
Giocano da 2 a 4 giocatori. Con 2 e 3 giocatori si gioca individualmente, con 4 giocatori si gioca in coppie.

## Valore delle carte
Per ottenere il 15 per la cattura delle carte, bisogna osservarne i valori:
- Re: 10;
- Cavallo: 9;
- Fante: 8;
- Sette all'Asso: valgono secondo i rispettivi indici numerici.

## Il gioco
Il gioco segue la stessa dinamica della Scopa di Quindici, però nell'ultimo giro le carte nel tavolo devono sommare 10, 25, 40 o 55 punti. Se non c'è uno di questi valori significa che c'è stato un errore e i giocatori o le coppie devono provare le sue carte guadagnate.
Il giocatore o la coppia che ha commesso un errore perde i punti della partita. Il giocatore o la coppia che non ha commesso errori riceve 6 punti più i punti di ogni escopa ottenuta.
Si non ci sono errori nella partita, ogni giocatore o coppia conta debitamente i propri punti.

## Punteggio
- Maggior numero di carte: il giocatore (o la coppia) con il maggior numero di carte ottenute vince un punto.
- Maggior numero di carte di denari: il giocatore (o la coppia) con il maggior numero di carte di denari vince un punto.
- Maggior numero di carte sette: il giocatore (o la coppia) con il maggior numero di carte sette vince un punto.
- Sette di denari (sete belo o guindis): il giocatore (o la coppia) con il sette di denari vince un punto.
- Tutte le carte sette: se un giocatore (o una coppia) è riuscito(a) a ottenere tutte le carte sette, guadagna un punto aggiuntivo.
- Tutte le carte di denari: guadagnasi 3 punti.
- I giocatore (o coppie) guadagnano anche un punto aggiuntivo per ogni escopa ottenuta.
- Si l'avversario (o la coppia avversaria) ha meno di 10 carte: guadagnasi 2 punti.

## Varianti
I giocatori, prima del gioco, possono decidere di non adottare:
- la regola di sommare il valore delle carte del tavolo nell'ultimo giro.
- i seguenti punteggi: "tutte le carte sette", "tutte le carte di denari", "avversario o coppia con meno di 10 carte".